# Consum
|  | Si cerqueu la cooperativa de supermercats valenciana vegeu Consum (cooperativa). |

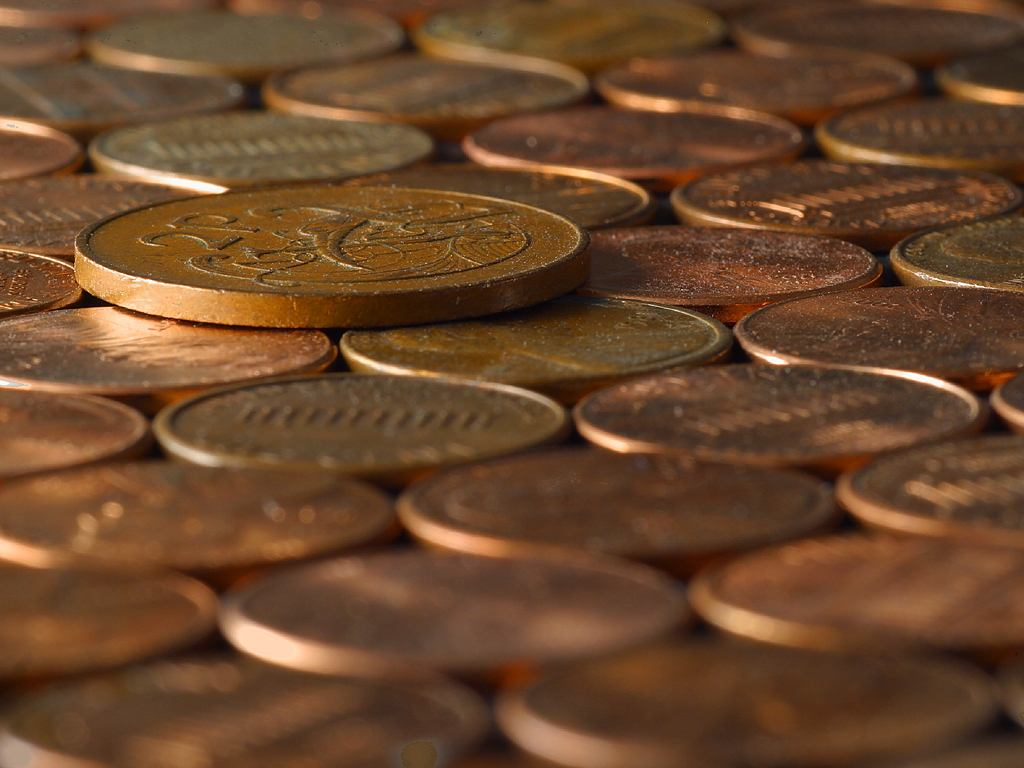
Diners

El consum és el fet de consumir béns i serveis amb l'objectiu de satisfer les necessitats o els desitjos dels consumidors, o per ser utilitzat en la producció per les empreses.
En termes purament econòmics s'entén per consum l'etapa final del procés econòmic, especialment del productiu, definida com el moment que un bé o servei produïx alguna utilitat al subjecte consumidor. En aquest sentit hi ha béns i serveis que directament es destruïxen en l'acte del consum, mentre que amb uns altres el que succeïx és que el seu consum consisteix en la seva transformació en altre tipus de béns o serveis diferents.
El consum, per tant, comprèn les adquisicions de béns i serveis per part de qualsevol subjecte econòmic (tant el sector privat com les administracions públiques). Significa satisfer les necessitats presents o futures i se'l considera l'últim procés econòmic. Constitueix una activitat de tipus circular mentre que l'home produeix per a poder consumir i el consum genera producció.

## Tipus de consum
En funció de les necessitats del subjecte econòmic i de la freqüència en la despesa del bé o servei, es poden establir tres tipologies de consum: 
- Consum experimental: quan el consum del producte o servei es produeix per novetat, curiositat o pressió externa. Per exemple, el fet de comprar, per a provar, una nova varietat de derivat lacti, un nou restaurant, etc.
- Consum ocasional: quan el consum és intermitent, basat en la disponibilitat del bé o servei o en la satisfacció de necessitats no permanent. Per exemple, l'assistència a una sessió de cinema.
- Consum habitual: quan el consum ja forma part de les activitats quotidianes del subjecte econòmic. Sorgeix la preocupació per disposar del producte per a assegurar el consum. És el cas dels producte bàsics d'alimentació i del vestit.
- Consum crític: és el consum fet amb racionalitat, seria el contrari de consum impulsiu.

## El concepte en macroeconomia
El concepte consum també s'empra en macroeconomia, ja que intervé en el càlcul del Producte Nacional Brut (PNB). Per a això es té en compte: 
- Consum privat. Valor de totes les compres de béns i serveis realitzats per les unitats familiars, les empreses privades i les institucions privades sense ànim de lucre. S'inclou en el seu càlcul la remuneracions en espècie rebudes pels assalariats, la producció de béns per a autoconsum i el valor imputat pels habitatges ocupats pels seus propietaris. S'exclouen les compres de terra i edificis per a habitatges.
- Consum públic: Valor de totes les compres i despeses que realitzen les administracions públiques en l'acompliment de les seves funcions i objectius